# Гродзіщани
Гродзіщани (пол. Grodziszczany) — село в Польщі, у гміні Домброва-Білостоцька Сокульського повіту Підляського воєводства.
Населення — 274 особи (2011).
У 1975-1998 роках село належало до Білостоцького воєводства.

## Демографія
Демографічна структура станом на 31 березня 2011 року:
|          | Загалом | Допрацездатний вік | Працездатний вік | Постпрацездатний вік |
| -------- | ------- | ------------------ | ---------------- | -------------------- |
| Чоловіки | 137     | 30                 | 91               | 16                   |
| Жінки    | 137     | 27                 | 74               | 36                   |
| Разом    | 274     | 57                 | 165              | 52                   |